# Lutka
Lutka je igračka napravljena u ljudskom obliku. Osim što zabavljaju djecu, lutke se koriste i u krojenju kao modeli, a česte su i u izlozima trgovina odjećom. Također, postoje lutke koje se koriste za obuku prve pomoći, za testiranje sudara, a neke se koriste u filmovima; posebno u opasnim scenama gdje nije moguće da ljudi glume. Ipak, u ljudskoj povijesti lutke su se prvo pojavile kao igračke.

## Povijest
Smatra se, da su se prve lutke pojavile u zajednicama prapovijesnih ljudi, kada su odrasli izrađivali lutke od pečene gline za djevojčice. Lutke tog vremena također su se izrađivale od komada drveta s čvorom koji je predstavljao glavu. Danas se zna da su i djevojčice u Indiji i Perziji imale lutke, kao i male Indijke. Najstarije igračke ikada pronađene u Egiptu, između ostalih su lutke. Kao i druge igračke, bile su izrađene od drveta i gline. U staroj Grčkoj i starom Rimu lutke su se koristile u vjerskim obredima.
Proizvodnja lutaka traje već stotinama godina. Njemački grad Nürnberg postao je važno središte ove industrije tijekom 15. stoljeća i uspio je zadržati svoj status dugo vremena. Lutke proizvedene u Njemačkoj tijekom sljedeća četiri stoljeća danas su visoko cijenjene od strane kolekcionara.

## Lutke danas
Današnje su lutke najčešće izrađene od lijevane plastike i vinila. Toliko su uznapredovale, da neke od njih mogu pomicati udove, a neke se same pokreću ili izgovaraju neke rečenice. Neke se lutke jednostavnim pokretima mogu "transformirati" u drugu igračku. Danas se puno lutki prodaje uz brojne popratne igračke: odjeću za lutku, lutke za kućne ljubimce, vozila za njih. pokućstvo ili drugo, ovisno o samoj lutki i kome je namijenjena. Najprodavanija lutka i igračka općenito svih vremena je Barbie.

## Galerija
- Ruska lutka matrijoška (babuška).
- Njemačka lutka iz 1900-ih.
- Lutkice od kukuruzovine.
- Lutka s tkanom odjećom.